# Chalon (miejscowość)
Chalon (do 1 sierpnia 2012 Châlons) – miejscowość i gmina we Francji, w regionie Owernia-Rodan-Alpy, w departamencie Isère.
Według danych na rok 1990 gminę zamieszkiwały 163 osoby, a gęstość zaludnienia wynosiła 31 osób/km² (wśród 2880 gmin regionu Rodan-Alpy Châlons plasuje się na 1459. miejscu pod względem liczby ludności, natomiast pod względem powierzchni na miejscu 1496.).